# 斯特伦松德市镇
63°51′N 15°35′E / 63.850°N 15.583°E
斯特伦松德市镇（瑞典語：Strömsunds kommun）是瑞典中部耶姆特兰省的一个市镇。其治所位于斯特伦松德。